# Santa Ana (rzeka)
Santa Ana (ang. Santa Ana River) – rzeka o długości 160 km w Stanach Zjednoczonych, w południowej części Kalifornii.

## Wody zasilające
- Huntington Beach Channel
- Santiago Creek
  - Handy Creek
- Temescal Creek
  - Lake Elsinore
    - San Jacinto River
- Lytle Creek
- Mill Creek